# Dasychira leucophaea
Dasychira leucophaea is een donsvlinder uit de familie van de spinneruilen (Erebidae). De wetenschappelijke naam van de soort is voor het eerst geldig gepubliceerd in 1797 door Abb. & Sm..